# Comuna Torma
Torma este o comună (vald) din Comitatul Jõgeva, Estonia.
Comuna cuprinde 2 târgușoare (alevik) și 24 de sate.
Reședința comunei este târgușorul (alevik)  Torma.

## Localități componente

### Târgușoare
- Torma
- Sadala

### Sate
- Iravere
- Kantküla
- Kodismaa
- Koimula
- Kõnnu
- Leedi
- Liikatku
- Lilastvere
- Näduvere
- Ookatku
- Oti
- Rassiku
- Reastvere
- Rääbise
- Sätsuvere
- Tealama
- Tuimõisa
- Tõikvere
- Tähkvere
- Vaiatu
- Vanamõisa
- Võidivere
- Võtikvere